# Hyptia reticulata
Hyptia reticulata är en stekelart som först beskrevs av Thomas Say 1837.  Hyptia reticulata ingår i släktet Hyptia och familjen hungersteklar. Inga underarter finns listade i Catalogue of Life.